# 赤道州 (1966年-2015年)
赤道州(フランス語：Province de l'Équateur)(リンガラ語：Etúká ya Ekwatéli)は、コンゴ民主共和国北西部に存在した州。州都はムバンダカ。

## 歴史
1912年のベルギー領コンゴ時代には赤道地区が有った。
1933年10月1日、北西部4地区が合併し、コキラヴィル州(Province of Coquilhatville)が設置された。
コキラヴィルは現在の州都であるムバンダカの旧称である。
1937年、コキラヴィル州から(旧)赤道州(エクアトール、Equateur)に改名された。
1960年の独立後、コンゴ政府は(旧)赤道州を中央キュベット州(Province of Cuvette-Centrale)、中部コンゴ州(Province of Moyen-Congo)、ウバンギ州(Province of Ubangi)に分割した。
1966年7月1日、モブツ・セセ・セコ政権で3州はまた統合され、(旧)赤道州がまた発足した。
2005年の新憲法で、行政区画をキンシャサ及び25州制へ移行する事が決まった。
2015年1月9日、新行政区分案が可決され、(旧)赤道州は北ウバンギ州、モンガラ州、南ウバンギ州、(新)赤道州、ツアパ州に5分割された。